# K2K实验
K2K实验（从KEK到神冈（Kamioka）观测站）是一个从1999年6月运行至2004年11月的中微子实验。它用一个精准控制且精确已知的源发射的μ子中微子来验证中微子振荡，而该现象先前被使用用大气中微子的超级神冈实验观测到。 这是第一个在发射源和探测器都完全受控的情况下主动测量中微子振荡的实验。以前的实验都依靠太阳中微子和宇宙线中微子。 而该实验发现的振荡参数和超级神冈的振荡参数一致。

## 实验设计
K2K是一个中微子实验 ，它使用的是从茨城县筑波市的KEK的12GeV质子同步加速器发射向250公里外的岐阜县飞驒市的神冈观测站的一束μ子中微子（ν

μ）束。μ子中微子穿过地球，使得它们得以与其他味的中微子发生振荡，即变成电子中微子（ν

e）和τ子中微子（ν

τ）。然而K2K只注重 ν

μ → ν

τ 振荡。
来自同步加速器的质子束被指向一个铝制目标，并得到产生了大量π介子的碰撞事例。这些π介子之后被集中到一个200 米长的衰变管，在那里他们会衰变成μ子 和μ子中微子。 μ子最终都停止在管道末端，留下一束的μ子中微子。 射流束的确切组成包含超过97%的μ子中微子与其他3%的电子中微子（ν

e）、反电子中微子（ν

e）和反μ子中微子（ν

μ）。
之后它们退出了管道，中微子经过距离铝制目标约300米外的1千吨水切伦科夫中微子探测器（「近探测器」）以确定中微子束的性质。 这1千吨"近检测器"是位于神冈观测站的五万吨超级神冈「远探测器」的缩小版本，它使科学家，能够消除使用两种不同类型的探测器带来的一些系统不确定因素。这种双检测器的配置使得能够用对在近探测器的中微子束和在远探测器的中微子束的比较来判断中微子是否发生振荡。

## 合作
K2K合作项目包括来自世界各地27家大学和研究机构的大约130名物理学家，列举如下。科学家和他们的国籍的完整列表可在K2K的网站 （页面存档备份，存于）上找到。
- 波士顿大学
- 全南國立大學
- 萨克雷核研究中心 (DSM-DAPNIA)
- 東新大學
- 高能加速器研究組織
- 廣島大學
- 宇宙射線研究所
- 核子研究所
- 神戶大學
- 高麗大學
- 京都大學
- 麻省理工學院
- 新潟大學
- 岡山大學
- 羅馬第一大學
- 首爾國立大學
- 紐約州立大學石溪分校
- 東京理科大學
- 日本東北大學
- 巴塞隆納自治大學/IFAE
- 加州大學歐文分校
- 日內瓦大學
- 夏威夷大學
- 東京大學
- 華盛頓大學
- 瓦倫西亞大學
- 華沙大學

## 结果
最终的K2K实验结果发现μ子中微子的消失有99.9985%的可信度（4.3 σ）。与振荡假说的数据拟合发现在μ子中微子合τ子中微子的质量差方均根Δm2 = 2.8×10−3 eV2
2.8×10−3 eV2。结果与先前的超级神冈实验结果以及之后的主注入器中微子振荡搜寻实验（MINOS）符合得很好